# مانچالنور
مانچالنور (به انگلیسی: Manachanallur) یک منطقهٔ مسکونی در هند است که در Lalgudi division واقع شده‌است. مانچالنور ۲۵٬۹۳۱ نفر جمعیت دارد.